# Die lustige Witwe
Die lustige Witwe (en alemany, La vídua alegre) és una opereta en tres actes de Franz Lehár, amb llibret de Viktor Léon i Leo Stein, basat en la comèdia L'attaché d'ambassade d'Henri Meilhac. S'estrenà al Theater an der Wien de Viena el 30 de desembre de 1905.	
Entre els passatges musicals més coneguts es troben la cançó Vilia i el Vals de la vídua alegre. La història està ambientada en un país imaginari on una bellíssima jove ha quedat vídua del seu marit milionari i ha de casar-se novament per raons d'Estat. Aquesta és la trama que dona peu al compositor per a crear una comèdia poblada de ritmes i melodies plenes de sensualitat.

## Adaptacions cinematogràfiques
- La viuda alegre (The merry widow, 1934) d'Ernst Lubitsch
- La viuda alegre (The merry widow, 1952) de Curtis Bernhardt